# Drepanocladus orthophyllus
Drepanocladus orthophyllus là một loài rêu trong họ Amblystegiaceae. Loài này được Milde Warnst. mô tả khoa học đầu tiên năm 1906.